# Bencze Márton
Bencze Márton (Homoródkeményfalva, 1919. február 22. – Budapest, 2003. június 8.) unitárius lelkész, a Magyarországi Unitárius Egyház harmadik püspöke. 
Budapesten, a Hőgyes Endre utcai templomban volt lelkész mindvégig, és itt is lakott 1943-tól haláláig. Az Unitárius Misszióház és Diákotthon felügyelő lelkésze 1943-1945 között. Volt főjegyző-titkár, egyházi előadó, főjegyző-püspökhelyettes, majd 1994 őszén megválasztották a Magyarországi Unitárius Egyház püspökének.

## Életútja
Bencze Márton 1919. február 22-én Erdélyben, Homoródkeményfalván született, elemi iskoláit az otthoni unitárius iskolában végezte, majd a székelykeresztúri Unitárius Főgimnáziumban érettségizett (ma Berde Mózes Unitárius Gimnázium). 1943-ban Kolozsváron végezte el az Unitárius Teológiai Akadémiát.
1943. július 1-től Józan Miklós püspök kinevezte a Hőgyes Endre utcai Misszióház segédlelkészévé, ez a Duna-Tiszaközi Szórványt és a Budapest környéki községeket jelentette (Rákosok vidéke, Pestújhely Sashalom, Mátyásföld stb.). Ugyanitt a diákotthon bezáratásáig felügyelő lelkész volt. Bár a nagypapi vizsgát még Kolozsváron 1945-ben letette, csak jóval később Budapesten, a Hőgyes Endre utcai unitárius templomban szentelték rendes lelkésszé. 1991 és 1994 között püspökhelyettes és egyházi elnök volt, majd 1994-ben püspökké választották, mely tisztséget 2001-ben, 82. életévében történt nyugdíjba vonulásáig töltötte be.
2003. június 8-án, pünkösd vasárnap hajnalban 4:40 órakor adta vissza lelkét teremtőjének. Budapesten az Óbudai temetőben helyezték örök nyugalomra. Ökumenikus gyászszertartása 2003. június 27-én, pénteken 10 órakor kezdődött a Bartók Béla Unitárius Egyházközség templomában. Urnáját 13:15 órakor helyezték el az Óbudai temetőben.